# Talavera ikedai
Talavera ikedai là một loài nhện trong họ Salticidae.
Loài này thuộc chi Talavera. Talavera ikedai được Dmitri Viktorovich Logunov & Torbjörn Kronestedt miêu tả năm 2003.